# Massimo Bianchi (calciatore)
Massimo Bianchi (Piano di Mommio, 1º novembre 1956) è un ex calciatore italiano, di ruolo portiere.

## Carriera
Ha militato in Serie A con la maglia del Lanerossi Vicenza nella stagione 1978-1979, senza scendere mai in campo in incontri di campionato.
Ha giocato in Serie B con le maglie di Ternana, Lanerossi Vicenza stesso, Sambenedettese, Campobasso e Licata, per un totale di 169 presenze e 161 reti subite.
Si è ritirato a 36 anni, dopo l'ultima stagione trascorsa come riserva nell'Alessandria.

## Palmarès

### Club

#### Competizioni nazionali
- Coppa Italia Serie C: 1

Lanerossi: 1981-1982
- Serie C1: 1

Catanzaro: 1984-1985